# Championnat de Chine de football 1994
Navigation
Saison 1993 Saison 1995
La saison 1994 du Championnat de Chine de football était la 35e édition de la première division chinoise et la première saison du championnat professionnel en Chine. Les douze meilleures équipes du pays sont regroupées au sein d'une poule unique, où tous les clubs s'affrontent en matchs aller et retour. À la fin du championnat, les deux derniers du classement sont relégués et remplacés par les deux meilleurs clubs de deuxième division.
C'est le club de Dalian Wanda qui remporte la compétition après avoir terminé en tête du classement final, avec six points d'avance sur Guangzhou Apollo et  sept sur Shanghai Shenhua. C'est le tout premier titre de champion de Chine de l'histoire du club.

## Les clubs participants
| - Shandong Taishan - Shanghai Shenhua - Beijing Guoan - Dalian Wanda - August 1st - Jilin Samsung | - Sichuan Quanxing - Guangzhou Apollo - Shenyang Liuyao - Liaoning Yuandong - Jiangsu Maint - Guangdong Hongyuan |

## Compétition
Le barème de points servant à établir les classements se décompose ainsi :
- Victoire : 2 points
- Match nul : 1 point
- Défaite : 0 point

### Classement
| Rang | Équipe             | Pts | J  | G  | N | P  | Bp | Bc | Diff |
| ---- | ------------------ | --- | -- | -- | - | -- | -- | -- | ---- |
| 1    | Dalian Wanda       | 33  | 22 | 14 | 5 | 3  | 43 | 21 | +22  |
| 2    | Guangzhou Apollo   | 27  | 22 | 11 | 5 | 6  | 36 | 27 | +9   |
| 3    | Shanghai Shenhua   | 26  | 22 | 10 | 6 | 6  | 36 | 36 | 0    |
| 4    | Liaoning YuandongT | 25  | 22 | 11 | 3 | 8  | 47 | 36 | +11  |
| 5    | Shandong Taishan   | 24  | 22 | 10 | 4 | 8  | 22 | 22 | 0    |
| 6    | Sichuan Quanxing   | 23  | 22 | 8  | 7 | 7  | 31 | 24 | +7   |
| 7    | Guangdong Hongyuan | 23  | 22 | 8  | 7 | 7  | 28 | 21 | +7   |
| 8    | Beijing Guoan      | 22  | 22 | 7  | 8 | 7  | 42 | 34 | +8   |
| 9    | August 1st         | 21  | 22 | 6  | 9 | 7  | 15 | 19 | -4   |
| 10   | Jilin Samsung      | 19  | 22 | 6  | 7 | 9  | 25 | 31 | -6   |
| 11   | Shenyang Liuyao    | 11  | 22 | 1  | 9 | 12 | 16 | 39 | -23  |
| 12   | Jiangsu Maint      | 10  | 22 | 1  | 8 | 13 | 13 | 44 | -31  |

|  | Qualification pour la Coupe d'Asie des clubs champions 1995-1996 |
|  | Relégation directe en deuxième division                          |
|  | T: Tenant du titre P: promu de D2                                |

## Bilan de la saison
| Championnat de Chine de football 1994      |                              |
| Champion                                   | Shanghai Shenhua (1er titre) |
| Coupes et trophées                         |                              |
| Vainqueur de la Coupe de Chine 1994        | Non disputée                 |
| Qualifications continentales               |                              |
| Coupe d'Asie des clubs champions 1995-1996 | Shanghai Shenhua             |
| Coupe des Coupes 1995-1996                 | Aucun                        |
| Promotions et relégations                  |                              |
| Promus en Jia-A League                     | Qingdao Yizhong Hainiu       |
| Promus en Jia-A League                     | Tianjin TEDA                 |
| Relégués en China League                   | Shenyang Liuyao              |
| Relégués en China League                   | Jiangsu Maint                |